# Чакчобен
Чакчобен (ісп. Chacchoben) — руїни міста цивілізації мая у штаті Кінтана-Роо (Мексика). Назва з мови мая перекладається як «Місце червоної кукурудзи».

## Історія
Стародавня назва міста невідома. Археологічні розвідки свідчать, що поселення засновано близько 200 року до н. е. Втім існує гіпотеза, що люди тут з'явилися близько 1000 року до н. е. Між 360 та 700 роками місто декілька разів залишали, а потім знову відроджували. Стосовно політичної історії Чакчобена наразі відомо замало.
Виявлено, що остаточно місто було залишено наприкінці класичного періоду.

## Опис
Розташовано на відстані 177 км на південь від руїн Тулума, в туристичному регіоні Коста-Мая (муніципалітет Отон-Бланко) на узбережжі Карибського моря.
Загальна площа становить 6 км2.
Більшість виявлених будов датуються VIII століттям. Найбільший інтерес являють споруди в Групах 1-А й 1-В. Вражає структура, відома як Споруда 24 біля площі В. На захід від Гран-Басаменто (Велика База) виявлено декілька храмів. Найвищим є Храм I. Невеличкі будови були на площі Лас-Б'як.

## Історія досліджень
Було знайдено у 1946 році родиною мая. Втім уряд Мексики про це місто повідомлено лише у 1972 році археологом Петром Гаррісоном. Розкопки розпочалися у 1994 році під егідою Національного інституту історії та археології. У 2002 році деякі частини археологічної пам'ятки були відкриті для відвідання туристами.